# 巴勒阿米史

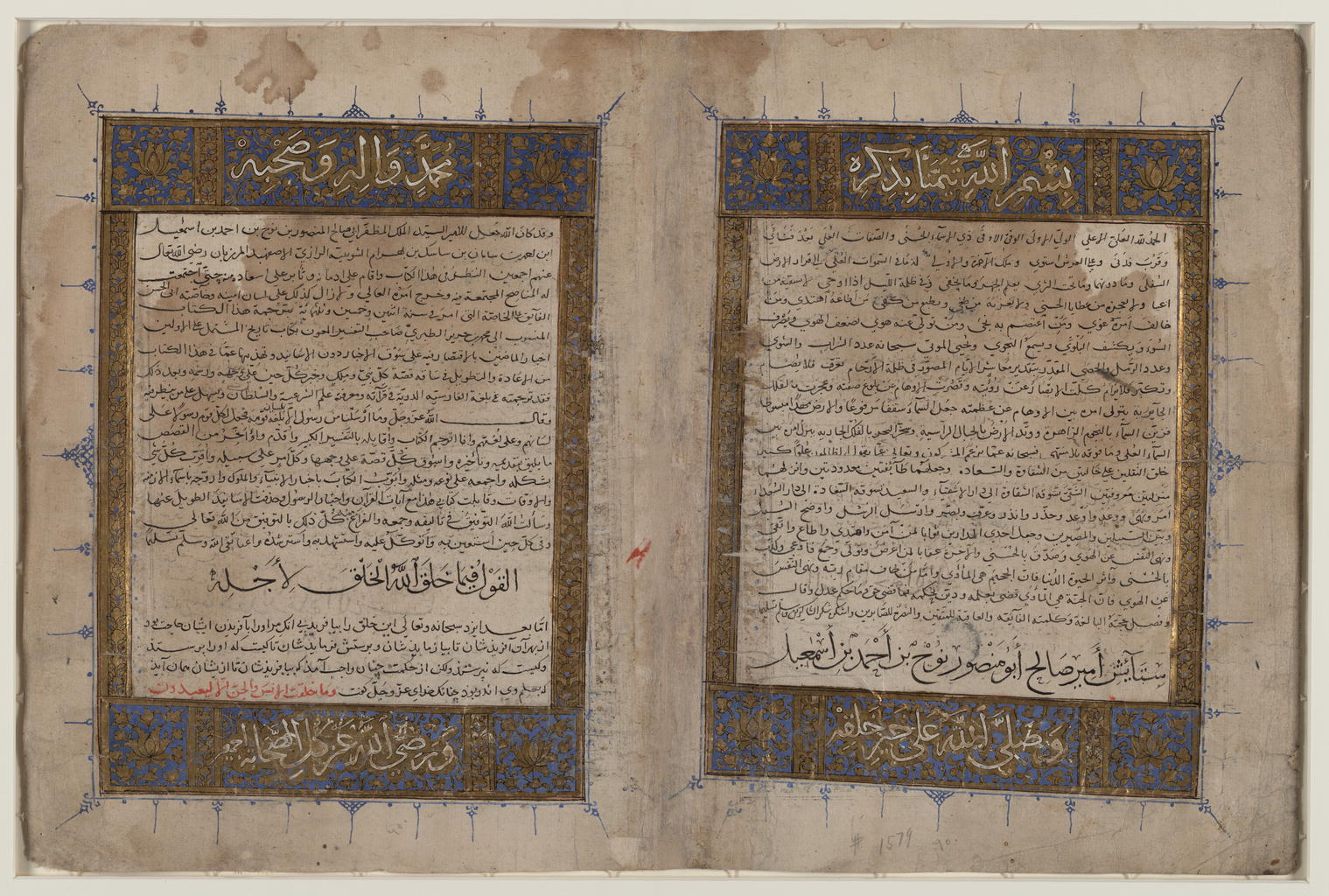
13或14世纪的《巴勒阿米史》抄本

《巴勒阿米史》（波斯語：‎，直译：巴勒阿米的历史, Tarikh-i Bal'ami，又译巴尔阿密历史、巴尔阿米史、伯勒阿米史等）也称《大历史书》（‎, Tārīkhnāma-yi Bozorg）或简称《历史之书》（Tārīkhnāma），是一部由波斯语写成的史书，由萨曼王朝的维齐尔阿布·阿里·穆罕默德·巴勒阿米（小巴勒阿米）所著。是现存最早的新波斯语著作之一，被视为首部集大成的达里波斯语历史著作。
该书本是小巴勒阿米奉萨曼王朝埃米尔曼苏尔·本·努赫之名，将塔巴里的阿拉伯语著作《历代先知与帝王史》翻译成达里波斯语的作品，但与塔巴里原书相比，做了一些缩略，而且局部增补了很多原书没有的内容，因此一些学者将《巴勒阿米史》算作一部独立的作品。该书内容上属于通史，记述了从创世至公元十世纪该书完成时的历史。后又被翻译至突厥语及阿拉伯语。现存最早的抄本为13世纪的抄本。

## 图册

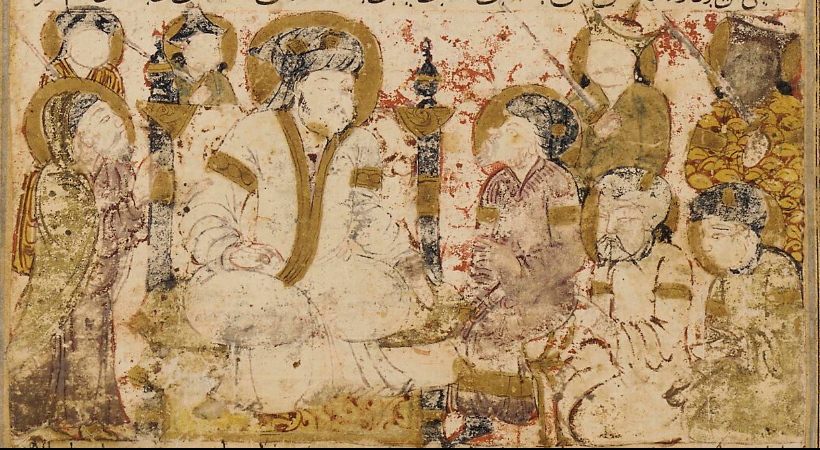
一部14世纪《巴勒阿米史》抄本中的插图，描绘了哈里发萨法赫在库法登基接受效忠仪式（英语：Bay'ah）
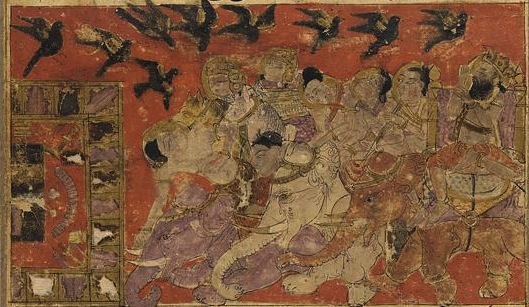
阿伯拉哈在天房外被飞鸟（阿巴比尔）投石块，14世纪《巴勒阿米史》抄本的细密画插画
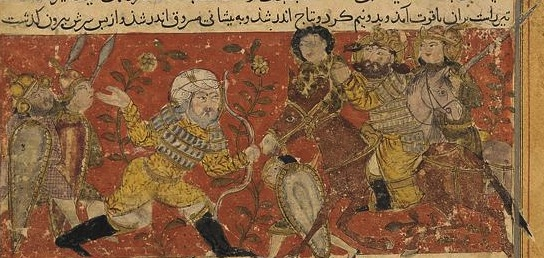
马斯鲁克·本·阿伯拉哈（英语：Masruq ibn Abraha）被萨珊将领瓦赫里兹（英语：Wahrez）用箭射死，14世纪《巴勒阿米史》抄本的细密画插画